# 陸繋砂州

陸繋砂州（Tombolo）と、その他の海岸地形

陸繋砂州（りくけいさす、イタリア語: Tombolo、トンボロ）とは、本土と陸繋島とを繋ぐ砂州もしくは砂嘴の事である。細長い砂州や尖角州と呼ばれる砂地形の発達によって陸続きになった地形。
複数の島々を結ぶものは、tombolo clusterと呼ばれる。島二つ以上のtombolo clusterが成長することで、湾が塞がれラグーン（潟湖）となる事がある。

## 概要
沖合の海水の流れによって砂が運ばれ、流れが静かなところに砂州が作られるが、そのうち沖合の島との間に砂州が作られ陸続きになった地形のことである。トンボロは、ラテン語で「土手」を意味するtumulusから来た言葉。砂州が波を防ぐ効果があることから港湾や養殖場として利用されることもある。波打ち際には波と風によって砂が運ばれ、浜堤が形成される。場所によっては複数形成されることもある。浜堤が巨大化することもあり、そのようなものは砂丘と呼ばれる。砂なので水が吸い込まれる一方、砂の底は水を吸い込まない地盤であることから水捌けが悪く、浜堤と浜堤の間は湿地がちの低地で、池沼が形成されることもある。海が大シケ等になると決壊することもある。

## 主な陸繋砂州と陸繋島

### 日本
日本三大トンボロ
- 特に日本三大トンボロと数えられることがあるもの[7]
  - 北海道函館市の函館山 - 同市の旧市街地が形成されている。
  - 和歌山県串本町の潮岬 - 同町の市街地は陸繋砂州上に形成されている。
  - 鹿児島県薩摩川内市の遠見山 - 上甑島の間の陸繋砂州に里集落が形成されている。「里トンボロ」[8]。

常時存在するもの
- 北海道厚岸郡浜中町の湯沸島 - 同町の市街地が形成されている[9]。
- 福岡県福岡市の海の中道[10]

常時存在しないもの

### 海外
ヨーロッパ
- フランスのキブロン
- イタリアのモンテ・アルジェンターリオ
- スペインのカディス

アジア
- 香港の長洲島
- レバノンのティルス

オセアニア
- オーストラリアのブルニー島